# عقد 1130 هـ
عقد 1130 هـ هو الفترة بين عام 1130 إلى 1139 في التقويم الهجري، أي العشر سنوات الرابعة من القرن الحادي عشر الهجري.